# Fernando de Peñalver (đô thị)
Đô thị Fernando de Peñalver là một trong 21 đô thị (Municipio) tạo nên bang Anzoátegui của Venezuela, có dân số 29.977 người vào năm 2007 theo Cục thống kê dân số quốc gia Venezuela.  Thị xã Puerto Píritu là thủ phủ đô thị Fernando de Peñalver.

## Dân số
Đô thị Anaco có dân số 29.977 vào năm 2007 (tăng từ 26.059 người năm 2000). Dân số chiếm 2% tổng dân số bang này. Mật độ dân số là 75 người mỗi dặm vuông hay 46,62 người trên mỗi km²).

## Chính quyền
Thị trưởng đô thị Fernando de Peñalver là Francisco José González, được bầu lại vào ngày 31 tháng 10 năm 2004 với 42% phiếu bầu. Đô thị này được chia thành 3 giáo khu:  Capital Fernando de Peñalver, San Miguel, và Sucre.